# Liste der Nummer-eins-Country-Alben in den USA (1979)
Dies ist eine Liste der Nummer-eins-Alben in den von Billboard ermittelten Verkaufscharts für Country-Alben in den USA im Jahr 1979. In diesem Jahr gab es sechs Nummer-eins-Alben.

| ← 1978 ← | Liste der Nummer-eins-Country-Alben in den USA | Liste der Nummer-eins-Country-Alben in den USA | Liste der Nummer-eins-Country-Alben in den USA | 1980 →                    |
| \| Zeitraum \| Wo. ges. \| Interpret \| Titel \| Zusätzliche Informationen \| \| (Zeitraum, Wochen auf Platz eins, Interpret, Titel, zusätzliche Informationen) \| \| \| \| \| \| ------------------------------------------------------------------------------ \| -------- \| ------------------------ \| --------------------------- \| ------------------------- \| \| 30. Dezember 1978 – 5. Januar 1979 1 Woche (insgesamt 8) \| 8 \| Waylon Jennings \| I’ve Always Been Crazy[1] \| - \| \| 6. Januar 1979 – 19. Januar 1979 2 Wochen (insgesamt 2) \| 2 \| Willie Nelson \| Willie and Family Live[2] \| - \| \| 20. Januar 1979 – 1. Juni 1979 19 Wochen (insgesamt 19) \| 19 \| Kenny Rogers \| The Gambler[3] \| - \| \| 2. Juni 1979 – 8. Juni 1979 1 Woche (insgesamt 1) \| 1 \| Waylon Jennings \| Greatest Hits[4] \| - \| \| 9. Juni 1979 – 6. Juli 1979 4 Wochen (insgesamt 23) \| 23 \| Kenny Rogers \| The Gambler \| - \| \| 7. Juli 1979 – 31. August 1979 8 Wochen (insgesamt 9) \| 9 \| Waylon Jennings \| Greatest Hits \| - \| \| 1. September 1979 – 7. September 1979 1 Woche (insgesamt 1) \| 1 \| The Charlie Daniels Band \| Million Mile Reflections[5] \| - \| \| 8. September 1979 – 21. September 1979 2 Wochen (insgesamt 11) \| 11 \| Waylon Jennings \| Greatest Hits \| - \| \| 22. September 1979 – 12. Oktober 1979 3 Wochen (insgesamt 4) \| 4 \| The Charlie Daniels Band \| Million Mile Reflections \| - \| \| 13. Oktober 1979 – 9. November 1979 4 Wochen (insgesamt 15) \| 15 \| Waylon Jennings \| Greatest Hits \| - \| \| 10. November 1979 – 28. Dezember 1979 7 Wochen (insgesamt 7) \| 7 \| Kenny Rogers \| Kenny[6] \| - \| |                                                |                                                |                                                |                           |
| ← 1978 |                                                |                                                |                                                | → 1980 →                  |
| Zeitraum | Wo. ges.                                       | Interpret                                      | Titel                                          | Zusätzliche Informationen |
| (Zeitraum, Wochen auf Platz eins, Interpret, Titel, zusätzliche Informationen) |                                                |                                                |                                                |                           |
| 30. Dezember 1978 – 5. Januar 1979 1 Woche (insgesamt 8) | 8                                              | Waylon Jennings                                | I’ve Always Been Crazy                         | -                         |
| 6. Januar 1979 – 19. Januar 1979 2 Wochen (insgesamt 2) | 2                                              | Willie Nelson                                  | Willie and Family Live                         | -                         |
| 20. Januar 1979 – 1. Juni 1979 19 Wochen (insgesamt 19) | 19                                             | Kenny Rogers                                   | The Gambler                                    | -                         |
| 2. Juni 1979 – 8. Juni 1979 1 Woche (insgesamt 1) | 1                                              | Waylon Jennings                                | Greatest Hits                                  | -                         |
| 9. Juni 1979 – 6. Juli 1979 4 Wochen (insgesamt 23) | 23                                             | Kenny Rogers                                   | The Gambler                                    | -                         |
| 7. Juli 1979 – 31. August 1979 8 Wochen (insgesamt 9) | 9                                              | Waylon Jennings                                | Greatest Hits                                  | -                         |
| 1. September 1979 – 7. September 1979 1 Woche (insgesamt 1) | 1                                              | The Charlie Daniels Band                       | Million Mile Reflections                       | -                         |
| 8. September 1979 – 21. September 1979 2 Wochen (insgesamt 11) | 11                                             | Waylon Jennings                                | Greatest Hits                                  | -                         |
| 22. September 1979 – 12. Oktober 1979 3 Wochen (insgesamt 4) | 4                                              | The Charlie Daniels Band                       | Million Mile Reflections                       | -                         |
| 13. Oktober 1979 – 9. November 1979 4 Wochen (insgesamt 15) | 15                                             | Waylon Jennings                                | Greatest Hits                                  | -                         |
| 10. November 1979 – 28. Dezember 1979 7 Wochen (insgesamt 7) | 7                                              | Kenny Rogers                                   | Kenny                                          | -                         |